# Katedrála svatého Petra (Montpellier)
Katedrála svatého Petra v Montpellieru (fr. Cathédrale Saint-Pierre de Montpellier) je gotická katedrála a sídlo arcibiskupství v jihofrancouzském městě Montpellier. Původně bývala kaplí patřící klášteru sv. Benedikta, který založil roku 1356 papež Urban V. Roku 1536 byla kaple, v souvislosti s přesunem sídla arcibiskupství z Maguelone, přestavěna na katedrálu.

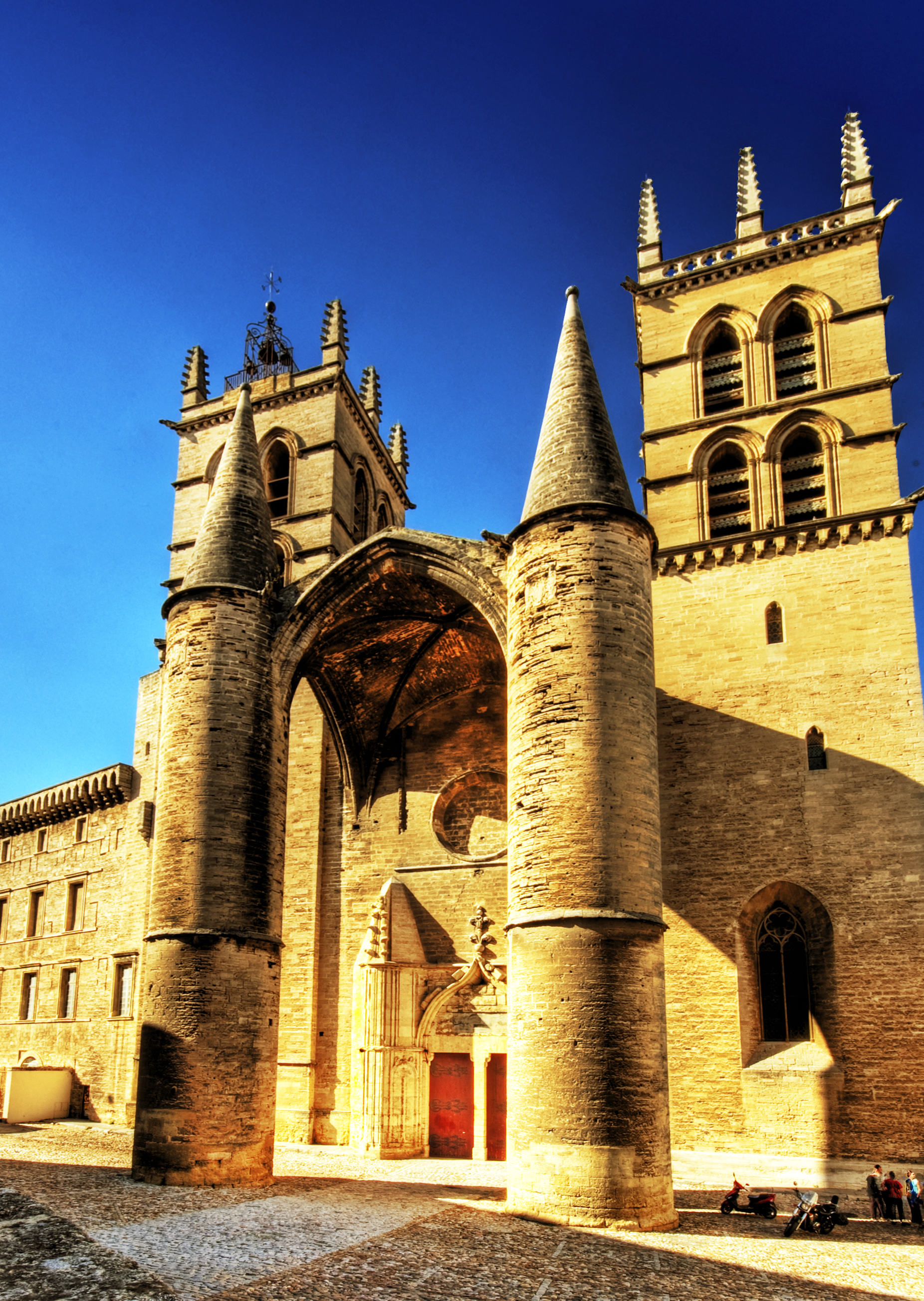
Katedrála sv. Petra